# Vander
Vander és una concentració de població designada pel cens dels Estats Units a l'estat de Carolina del Nord. Segons el cens del 2000 tenia 1.204 habitants.

## Demografia
Segons el cens del 2000, Vander tenia 1.204 habitants, 479 habitatges i 348 famílies. La densitat de població era de 122 habitants per km².
Dels 479 habitatges en un 29,6% hi vivien nens de menys de 18 anys, en un 53,2% hi vivien parelles casades, en un 13,4% dones solteres, i en un 27,3% no eren unitats familiars. En el 24,2% dels habitatges hi vivien persones soles el 9,4% de les quals corresponia a persones de 65 anys o més que vivien soles. El nombre mitjà de persones vivint en cada habitatge era de 2,51 i el nombre mitjà de persones que vivien en cada família era de 2,95.
Per edats la població es repartia de la següent manera: un 25,2% tenia menys de 18 anys, un 8,3% entre 18 i 24, un 30,7% entre 25 i 44, un 23,9% de 45 a 60 i un 11,9% 65 anys o més.
L'edat mediana era de 36 anys. Per cada 100 dones de 18 o més anys hi havia 90,9 homes.
La renda mediana per habitatge era de 40.260 $ i la renda mediana per família de 44.167 $. Els homes tenien una renda mediana de 32.750 $ mentre que les dones 23.250 $. La renda per capita de la població era de 19.059 $. Entorn del 8,7% de les famílies i el 9,1% de la població estaven per davall del llindar de pobresa.

## Poblacions més properes
El següent diagrama mostra les poblacions més properes.